# 군동면
군동면(郡東面)은 대한민국 전라남도 강진군에 위치한 면이다.

## 역사
- 조선시대 390여년 전 :  3개면(호라면, 금천면, 대곡면)으로 분리했다.
- 1914년 4월 1일 : 3개면을 병합하여 군동면으로 개칭하고, 면의 중심지 호라면 라천리 평리 마을에 면사무소 설치했다.[1]

## 법정리
- 파산리(琶山里)
- 호계리(虎溪里)
- 라천리(羅川里)
- 금강리(錦江里)
- 화산리(華山里)
- 용소리(龍沼里)
- 풍동리(豊洞里)
- 장산리(獐山里)
- 덕천리(德川里)
- 석교리(石橋里)
- 쌍덕리(雙德里)
- 금사리(金沙里)
- 삼신리(三新里)

## 교육
- 군동초등학교
- 계산초등학교
- 청람중학교

## 문화재
- 강진 금곡사 삼층석탑